# وهاتلاند (آیووا)
وهاتلاند (به انگلیسی: Wheatland) شهری در ایالت آیووا کشور ایالات متحده آمریکا است که جمعیت آن در سرشماری سال ۲۰۱۰ میلادی، ۷۶۴ نفر بوده‌است.